# Cantó de Sant Farciau

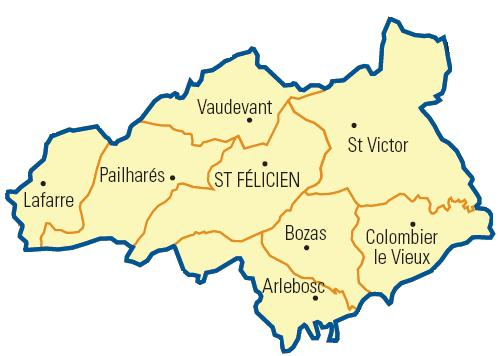
Mapa del cantó de Saint-Félicien

El cantó de Sant Farciau (en francès Canton de Saint-Félicien) és un cantó del departament francès de l'Ardecha, a la regió d'Alvèrnia-Roine-Alps. Està inclòs al districte de Tornon i té 8 municipis. El cap cantonal és Sant Farciau.

## Municipis
- Arlebosc
- Bozas
- Colombier-le-Vieux
- Lafarre
- Pailharès
- Sant Farciau
- Sant Victor
- Vaudevant

## Història
| Data d'elecció                           | Identitat             | Partit          | Qualitat |
| ---------------------------------------- | --------------------- | --------------- | -------- |
| 1955-1961                                | M. Bouvet             | Divers droite   |          |
| 1961-1967                                | Paul Perrève          | Divers droite   |          |
| 1967-1973                                | Just Foriel-Destezet  | Divers droite   |          |
| 1973-1998                                | Jean-Pierre Frachisse | RI, després UDF |          |
| 1998-2004                                | Pierre Jouvencel      | PS              |          |
| 2004-                                    | Jean-Paul Chauvin     | UMP             |          |
| les dades anteriors no són pas conegudes |                       |                 |          |
|                                          |                       |                 |          |

## Demografia
| 1962  | 1968  | 1975  | 1982  | 1990  | 1999  | 2007  |
| ----- | ----- | ----- | ----- | ----- | ----- | ----- |
| 3.921 | 4.525 | 3.838 | 3.760 | 3.733 | 3.639 | 3.917 |